# Dokufest
DokuFest es un festival internacional de documentales y cortometrajes que se celebra anualmente en la ciudad de Prizren, Kosovo durante el mes de agosto. Fue fundado en 2002 por un grupo de amigos. Desde entonces, se ha convertido en un evento cultural que atrae a artistas y audiencias internacionales y regionales. Las películas se proyectan durante los ocho días del festival y se acompañan de programas, actividades y talleres.

En 2022, Dokufest se convirtió en un festival de cine nominado a los European Film Awards en dos categorías, cortometraje y documental.
"Kosova es más conocido por el conflicto que por la cultura, pero en un festival de cine en la ciudad más bonita del país, la fiesta y las artes se mezclan con gran efecto". El guardián
DokuFest se estableció como una organización basada en voluntarios casi sin financiación al principio y continúa obteniendo el apoyo de la comunidad y las agencias dentro de Kosovo. Sin embargo, su camino a menudo se ha asociado con grandes dificultades debido al contexto único en el que operaba la organización (como la situación de posguerra, la falta de eventos de referencia similares, la falta de confianza de las instituciones y los donantes potenciales, etc.). )
Estaba dirigido por voluntarios hasta que en 2008 entró en vigor la introducción de contratos a tiempo completo y a tiempo parcial, lo que dio lugar a la contratación de una pequeña cantidad de personal. La necesidad de una estructura organizativa surgió cuando la organización se involucró en la implementación de proyectos anuales, además de organizar el festival. Esto condujo al establecimiento de un equipo central que se hizo cargo del diseño, la planificación y la implementación de muchas iniciativas, lo que resultó en la implementación exitosa de varios proyectos.
Además de organizar eventos culturales a gran escala, DokuFest también se ocupa de la cultura, la educación y el activismo para políticas culturales sólidas y un sistema educativo alternativo en Kosova.
A partir de 2014, más de 18.000 visitantes de todo el mundo fueron a Prizren durante DokuFest.[cita requerida]

## El programa general
Varios eventos ocurren dentro del alcance del festival: talleres, exhibiciones de DokuPhoto, campamentos del festival y conciertos.
El festival que incluye proyección de películas en siete cines improvisados de la ciudad de Prizren, exposición fotográfica “DokuPhoto”, Workshops, Master Classes y debates, entre otros.
El director creativo del festival es uno de sus miembros fundadores, Veton Nurkollari.
- Iniciativa de capacitación cinematográfica llamada "Fábrica de películas sobre derechos humanos: historias de los márgenes de Kosova" que incluye una serie de talleres para cineastas, la producción de seis documentales sobre derechos humanos junto con una serie de debates sobre derechos humanos en todo Kosova.
- Promoción de los derechos humanos y los valores democráticos a través del cine, que incluye el uso de documentales sobre derechos humanos como herramientas educativas y el establecimiento de Kino Clubs en las escuelas secundarias, así como escuelas de cine documental que guían a los estudiantes de secundaria de Kosova a lo largo del proceso de transformación de sus ideas cinematográficas en un documental terminado.
- Cine itinerante “Cine a tu puerta” destinado a la proyección de películas documentales en las zonas rurales de la región de Prizren, junto con debates centrados en las dificultades que experimentan las comunidades rurales en su vida cotidiana y la falta de actividades culturales en su entorno.
- Parte de una red de ONG más grande que trabaja activamente en temas relacionados con el medio ambiente y la promoción de las energías renovables en Kosovo.
- Participación activa y contribución en redes nacionales y regionales, destinadas al desarrollo de políticas culturales sólidas y organización de debates con partes interesadas relevantes, tanto en Kosovo como en la región.

## Experiencia de cine
Las raíces del festival se encuentran en el cine más antiguo de Prizren, Lumbardhi Cinema, donde se llevó a cabo su primera edición. DokuFest continúa manteniendo una fuerte relación con la ONG matriz del cine, Lumbardhi Foundation, como anfitriona de sus dos lugares principales, Lumbardhi Indoor (usado durante el día) y Lumbardhi Outdoor (usado durante la noche, también conocido como "Lumbardhi Bahçe"). DokuFest también utiliza su cine nativo DokuKino (que se encuentra en el Europa Complex, junto a la sede del festival) con una pantalla plateada interior y exterior (también conocida como DokuKino Plato/Plateau).
Múltiples lugares de importancia cultural e histórica en Prizren se utilizan como lugares improvisados. Éstos incluyen:
- River Cinema (Kino Lum) está construido sobre una plataforma directamente sobre el río Lumbardhi .
- Sonar Cinema está construido en una plataforma a las afueras de la Fortaleza de Prizren .
- Lunar Cinema se construye dentro de la Fortaleza, a menudo también el lugar de celebración de actos musicales.
- Kino Klubi, un club de cine / pub cerca de la escuela secundaria Remzi Ademaj, a menudo el lugar de las charlas.

DokuFest trae los mejores actos musicales internacionales y locales para actuar en DokuNights cada año. DokuNights se ha convertido en el principal evento musical de Kosova con cantantes, bandas y DJ internacionales y locales. Las actuaciones anteriores incluyen actos como PJ Harvey . Se lleva a cabo regularmente en el Andrra Stage en Marash Park.

## Dokutech
Se ejecuta simultáneamente con DokuFest y se concentra en la innovación técnica y la creatividad.

## Producciones DokuFest
DokuFest recibió el Premio de Cine de la Academia Británica por Hogar en 2017.

## Dokukids
Un programa de películas y talleres diseñado especialmente para los jóvenes invitados.

## Tema y eslogan
Cada año, el festival se programa y crea en torno a un tema que forja una identidad anual única.
| Año  | Tema          | Eslogan                                  | Artista/Diseñador |
| ---- | ------------- | ---------------------------------------- | ----------------- |
| 2011 | 10 (X)        |                                          | DokuFest          |
| 2012 | protesta punk | Prizren de protesta punk                 | Bardi Haliti      |
| 2013 | Fronteras     | Tú frenas el mío, yo freno el tuyo       | daniel mulloy     |
| 2014 | Cambio        | no te escondas                           | daniel mulloy     |
| 2015 | Migración     | Pero no tenemos alas para volar libres   | daniel mulloy     |
| 2016 | Corrupción    | Corrupción                               | daniel mulloy     |
| 2017 | Futuro        | No está muerto                           | Aneta Nurkollari  |
| 2018 | Reflexión     | Seré tu espejo / Ven tal como eres       | Vetón Nurkollari  |
| 2019 | Verdad        | La verdad está aquí                      | DokuFest          |
| 2020 | Transmisión   | Transmisión, Transmisión, Transformación | Aneta Nurkollari  |
| 2021 | Veinte años   | Re:establecer Re:mezclar Re:actuar       | DokuFest          |
| 2022 | Supervivencia | Como sobrevivir. . . ?                   | DokuFest          |

## Premios
- Mejor Concurso Nacional
- Mejor Largometraje Documental Internacional
- Mejor Cortometraje Internacional
- Mejores Cortometrajes Internacionales
- Mejor dox balcánico
- Mejores Derechos Humanos
- mejor verde
- Premio del Público
- Mejor vídeo Procredit EKO

En 2010 DokuFest fue votado como uno de los 25 mejores festivales internacionales de documentales.

## Ganador
| premios                                   | 2012                                                                                | 2013 | 2014 | 2015                                                                                             |
| ----------------------------------------- | ----------------------------------------------------------------------------------- | --- | --- | ------------------------------------------------------------------------------------------------ |
| mejor competencia nacional                | Portreti i Humbur (Lulzim Zeqiri)                                                   | La piedra en la orilla (Jonada Jashari)                                                                                        | SILENCIO (HESHTJE) (Bekim Guri)                                                                                                  | TË PAFAJSHMIT (Amir Vitija)                                                                      |
| Mejor dox balcánico                       | Carta a papá de Srdjan Keca                                                         | Cuando era niño, era niña (Ivana Todorović)                                                                                    | BORDES EVAPORADOS (Iva Radivojevic)                                                                                              | FLOTEL EUROPA (Vladimir Tomic)                                                                   |
| Los mejores cortos internacionales de Dox | Fuera de alcance (Jakup Stozek)                                                     | Bebé de Belleville (Mia Engberg)                                                                                               | LLAMADAS DE EMERGENCIA (Hannes Vartiainen y Pekka Veikkolainen)                                                                  | COSAS (Ben Rivers)                                                                               |
| Mejor largometraje internacional Dox      | PERSONAS QUE PODRÍA HABER SIDO Y QUIZÁS SOY (Boris Gerrets)                         | Belleville Baby de Mia Engberg                                                                                                 | EFECTO DOMINO (Elwira Niewiera y PiotrRosolowski)                                                                                | AMETRALLADORA O MÁQUINA DE ESCRIBIR (Travis) Wilkerson                                           |
| Mejores cortos internacionales            | Gardfrend (Cuneyt Karaahmetoglu)                                                    | Una sociedad de Jens Assur | SUBTOTAL (Gunhild Enger) | ESCUCHAR (Hamy Ramezan y Rungano Nyoni)                                                          |
| Mejores Derechos Humanos                  | No te gusta la verdad – 4 días dentro de Guantánamo (Luc Cote y Patricio Henríquez) | Danza de forajidos de Mohamed El Aboudi                                                                                        | JUICIO EN HUNGRÍA (Eszter Hajdu)                                                                                                 | DEMÓCRATAS (Camilla Nielsson)                                                                    |
| Mejor dox verde                           | Reino del Carbón (Antoneta Kastrati)                                                | Futuro mi amor (Maja Borg) | METAMORFOSEN (Sebastián Mez) | VIRUNGA ( Orlando von Einsiedel )                                                                |
| Premio del Público                        | Las cintas Black Power Mix 1967-1975 (Goran Hugo Olson)                             | Kolona (Ujkan Hysaj) | PËRQAFIMI (EL ABRAZO) (Lulzim Guhelli)                                                                                           | REMAKE, REMIX, RIP-OFF (Cem Kaya)                                                                |
| Mejor VÍDEO PROCREDIT EKO                 | ----                                                                                | 1. Paradoja de Trim Kasemi 2. Shkatërrojnë Gjelbrimin në Prishtinë (Visar Duriqi) 3. Bërllogu bohët prej Bërllogut (Nora Raci) | 1. Un día de tiempo despejado (Odeta Cunaj y Alketa Ramaj) 2. Lumenjtë e vdekur (Besnik Boletini) 3. Reka Sitnica (Sonja Ristic) | 1. Je polic i vetvetes (Albulena Veliu) 2. Mierda (Vali Gjinali) 3. Ruaje Ambientin (Imer Veliu) |

En 2014, DokuFest ganó Mejor póster y Mejor identidad de festival en el Festival Internacional de Cine Documental de Jihlava por su póster y su campaña inmersiva, respectivamente, ambos diseñados por Daniel Mulloy .